# Jovan Sterija Popović
Jovan Sterija Popović (Vršac, 13 gennaio 1806 – Vršac, 10 marzo 1856) è stato uno scrittore, drammaturgo e docente serbo.

## Biografia
Popović era figlio di un mercante e nipote di un pittore.
Ha studiato giurisprudenza a Käsmark (Kežmarok) e dopo aver terminato gli studi si dedicò all'insegnamento; dal 1835, superato l'esame di avvocato, tornò nella sua città natale dove insegnò prima latino, poi aprì uno studio legale.
Successivamente ebbe un ruolo significativo nell'ambito del Ministero dell'Istruzione a Belgrado, e si impegnò molto per riorganizzare e gestire al meglio la scuola in Serbia; inoltre si dedicò assiduamente per la nascita dell'attività teatrale in Serbia.
Popović si dimostrò molto versatile a livello letterario, sia per lo stile sia per le passioni.
Indubbiamente si trovò molto a suo agio nelle opere teatrali, grazie alle quali ottenne successo e fama duratura.
Una parte delle sue opere fu incentrata sulle tipologie umane: Il bugiardo ed il suo compagno (1830); L'avaro (1837); La moglie cattiva (1838); Il villano rifatto (1838); tutte caratterizzate da una profonda e acuta capacità di analisi oltre che da un buon senso dell'azione scenica.
Altre opere sono basate su argomenti di costume, come Sposalizio e nozze (1841), descrizione di un matrimonio per interesse; Belgrado di un tempo e di adesso (1853), dove l'autore confronta l'antica società serba patriarcale con quella moderna intrisa di modelli occidentali; I patrioti (1853), satira sui falsi patriottismi.
Popović può essere considerato il padre del teatro moderno serbo e per tutto il Novecento le sue opere vennero riprese e messe in scena grazie alle sue caratterizzazioni del popolo serbo e belgradese.

## Opere
- Il bugiardo ed il suo compagno (1830);
- L'avaro (1837);
- La moglie cattiva (1838);
- Il villano rifatto (1838);
- Sposalizio e nozze (1841);
- Belgrado di un tempo e di adesso (1853).